# Гонсало Руис
Гонсало Руис или Родригес (исп. Gonzalo Ruiz or Rodríguez; упоминается в 1122—1180 или 1146—1202 годах) — кастильский магнат, правитель региона Ла-Буреба на протяжении большей части середины XII века. Он занимал важные посты при дворах сменявших друг друга кастильских монархов и охранял границу с Наваррой, состоял в родстве с правителями из дома Хименес. Он был образованным человеком и поддерживал связь по меньшей мере с одним, а может быть, и с двумя трубадурами. Возможно, он и сам писал стихи, хотя на каком языке — неизвестно.

## Происхождение и браки
Гонсало был сыном Родриго Гомеса (умер в 1146 году), графа Ла-Буребы, и Эльвиры Рамирес, сестры Гарсии Рамиреса, короля Наварры. Его родители поженились не позднее 1137 года. Он был внуком графа Гомеса Гонсалеса, самого знатного и известного любовника королевы Урраки Леонской и Кастильской, и правнуком графа Гонсало Сальвадореса, героя семьи Лара. Другие известные испанские дворянские роды, в частности Хирон, Сармьенто и Сандоваль, пытались предъявить на него свои права.
Первой женой Гонсало была Санча Фернандес, незаконнорожденная дочь Фернандо Переса де Траба (ок. 1090—1155) и португальской графини Терезы Альфонсо. До этого она была замужем за Альваро Родригесом (? — 1167), а затем за Педро Альфонсо. Она была с comes domnus Gunsalvus (графом Гонсало) в апреле 1178 года, когда они вдвоем сделали пожертвование рыцарям-госпитальерам. Второй женой Гонсало была малоизвестная женщина по имени Эстефания (Лопес?), которая упоминается только в 1205 году. Единственным известным ребенком Гонсало была дочь Эльвира, которая вышла замуж за Педро Руиса де Гусмана. Еще одна женщина, Майор (умерла после 1232 года), которая вышла замуж Фернандо Нуньеса де Лару (до 1203 года), возможно, была дочерью Гонсало.

## Политическая и военная деятельность
Как лорд Ла-Буребы (tenente Boroviam), Гонсало Руис появляется более пятидесяти раз в исторических актах, начиная с 1122 года. Сфера его деятельности также была очень широка: он был в Бургосе в 1144 году, он подписал фуэро Панкорбо в 1146 году, а в 1148 году он был в Castro surit 2 мая и Бургосе 10 мая. Всего он появляется в двенадцати различных местах, кроме Леона и Наварры, как упоминалось выше. Многочисленные упоминания о нем в грамотах короля Альфонсо VII от 1147 года позволяют предположить, что он, вероятно, принимал участие в военной кампании против Альмерии в том же году. 20 ноября 1148 года он записан в связи с семьей Лара. 15 февраля 1149 года Гонсало упоминается в документе как filius comitis, «сын графа», что указывает на высший дворянский статус его отца в Кастилии. С этого года он активно действовал при дворе короля Санчо III, но, по-видимому, перестал управлять Ла-Буребой. В 1156 году он снова стал правителем Ла-Буребы, но уже не альфересом. В январе 1158 года он стал свидетелем пожалования королем Калатравы вновь основанному ордену Калатравы. С тех пор и до 1165 года, во время малолетства короля Альфонсо VIII, он исчезает из хроники, но, вероятно, он был занят вторжениями в Ла-Буребу как леонцев, так и наваррцев.
С 1165 по 1170 год Гонсало Руис активно действовал по всему королевству в качестве сеньора Ла-Буребы. Согласно Херонимо Зурите, Гонсало Руис был в Южной Франции в 1170 году, что подтверждается двумя документами. Этот Гонсало Руис входил в составе группы кастильских магнатов и священнослужителей, которым было поручено встретить свиту Элеоноры в Бордо и сопроводить ее в Кастилию через Арагон в Центральных Пиренеях, потому что Наварра на Западе воевала с Кастилией. Этот Гонсало Руис, вероятно, был правителем Ла-Буребы, мериндада на границе с Наваррой и состоявшего из городов Бривьеска, Панкорбо, Вальпуэста и Онья.
Он был альфересом короля Кастилии с 1149 по 1155 год, хотя наваррский документ от сентября 1158 года называет Гонсало Руиса, который был альфересом короля, по-видимому, Наваррского, но, возможно, отсылает к Санчо III Кастильскому. Gundisalvus Roderici regis signifer (королевский знаменосец) появляется в леонском документе от 18 апреля 1171 года, но поскольку этот Gundisalvus Roderici не появляется ни в одном другом подобном документе, он, вероятно, отождествляется с кастильским Гонсало. Единственным другим Гонсало Руисом, который фигурирует в документах этого периода (1165—1173), был монах из Кориаса.
29 ноября 1171 года Гонсало Руис впервые подписал хартию под названием «Гонсало Руис де Буреба». В 1173 году ему, по-видимому, был пожалован титул графа, самый высокий ранг, достижимый в то время. Вскоре после августа 1175 года Гонсало был отдален от короля Кастилии Альфонсо VIII и находился при дворе короля Леона с 1176 по 1180 год. К 10 ноября 1180 года он примирился с королем Кастилии Альфонсо, но с тех пор редко появляется при дворе. Он взял на себя покровительство религиозным фондам: цистерцианский монастырь в Бургосе получил пожертвование 13 сентября 1185 года, а бенедиктинский монастырь Сан-Сальвадор-де-Ония-пожертвование от бенедиктинцев.
Точно так же, как существует путаница относительно начала карьеры Гонсало Руиса, существуют некоторые путаницы относительно даты его смерти. Согласно Уолтеру Паттисону, где-то в 1180 году или вскоре после него Гонсало поступил в монастырь в Оньи, которому он покровительствовал. Там он умер и был похоронен. Его могила до сих пор видна в Castro surit (монастырь рыцарей) . Саймон Бартон цитирует документ от августа 1202 года, в котором зафиксировано присутствие Гонсало. Смерть графа Гонсало (gundisalvus comes) записана под 1205 годом в Анналах Компостеллы.

## Феоды и поместья
В 1182 году Гонсало Руис заложил некоторую собственность монастырю Онья за 321 золотую монету. 4 мая 1184 года он продал свое поместье в Риосерасе Марину и его жене Санче за 62 мараведи. В 1197, 1199 и 1201 годах он продал поместья монастырю Сан-Педро-де-Техада. В 1200 году он заложил еще несколько земель Сан-Педро за 82 мараведи. В августе 1202 года он сделал пожалование Фернандо Нуньесу и его жене Майор Гарсес в обмен на поместье Белорадо. Позже в том же месяце Гонсало продал Белорадо королю Альфонсо VIII за 2000 мараведи.
Гонсало владел несколькими tenencias (феодами) в течение своей карьеры. Впервые он был записан ка владелец Ла-Буребы 8 марта 1147 года, и он владел этим районом в конце 1175 года. В 1177 году, когда он находился в изгнании в Леоне, Ла-Буреба была дарована Диего Лопесу II де Аро, но к 31 декабря 1180 года была возвращена Гонсало Руису. Он все еще владел им в 1183 году. Другие феодами, которыми он владел, были Астурия (Овьедо), Кабесон, Каррион , Льебана, Монтенегро, Орна, Осма, Панкорбо, Перния , Сальданья, Саррия и Вальдепрадо . Некий Гонсало Руис, вероятно, тот же самый, получил в аренду виллу Лара в 1193 году.